# Blangong Basah
Blangong Basah is een bestuurslaag in het regentschap Pidie van de provincie Atjeh, Indonesië. Blangong Basah telt 506 inwoners (volkstelling 2010).